# Otto von Bismarck

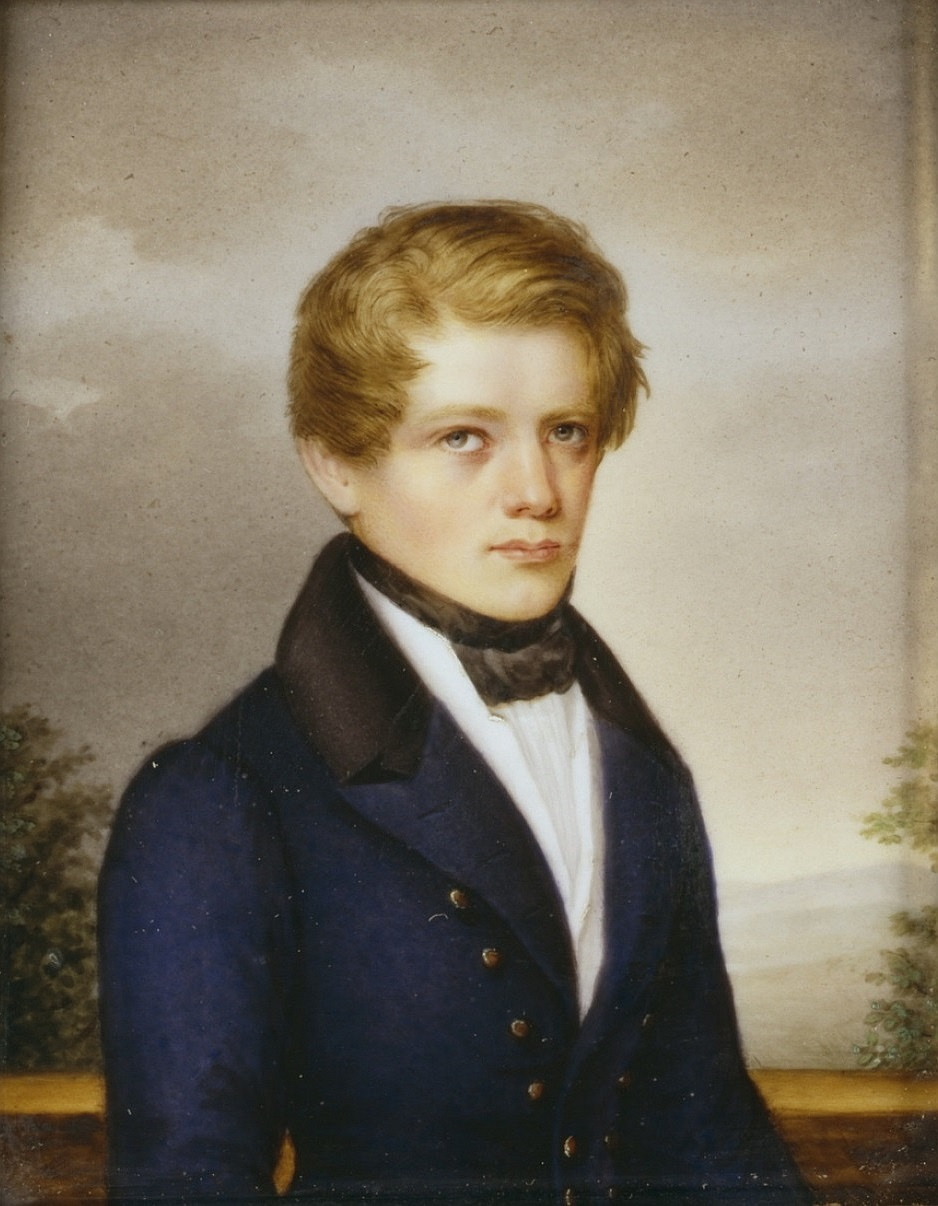
En ung Otto von Bismarck. Porträtt från 1836.

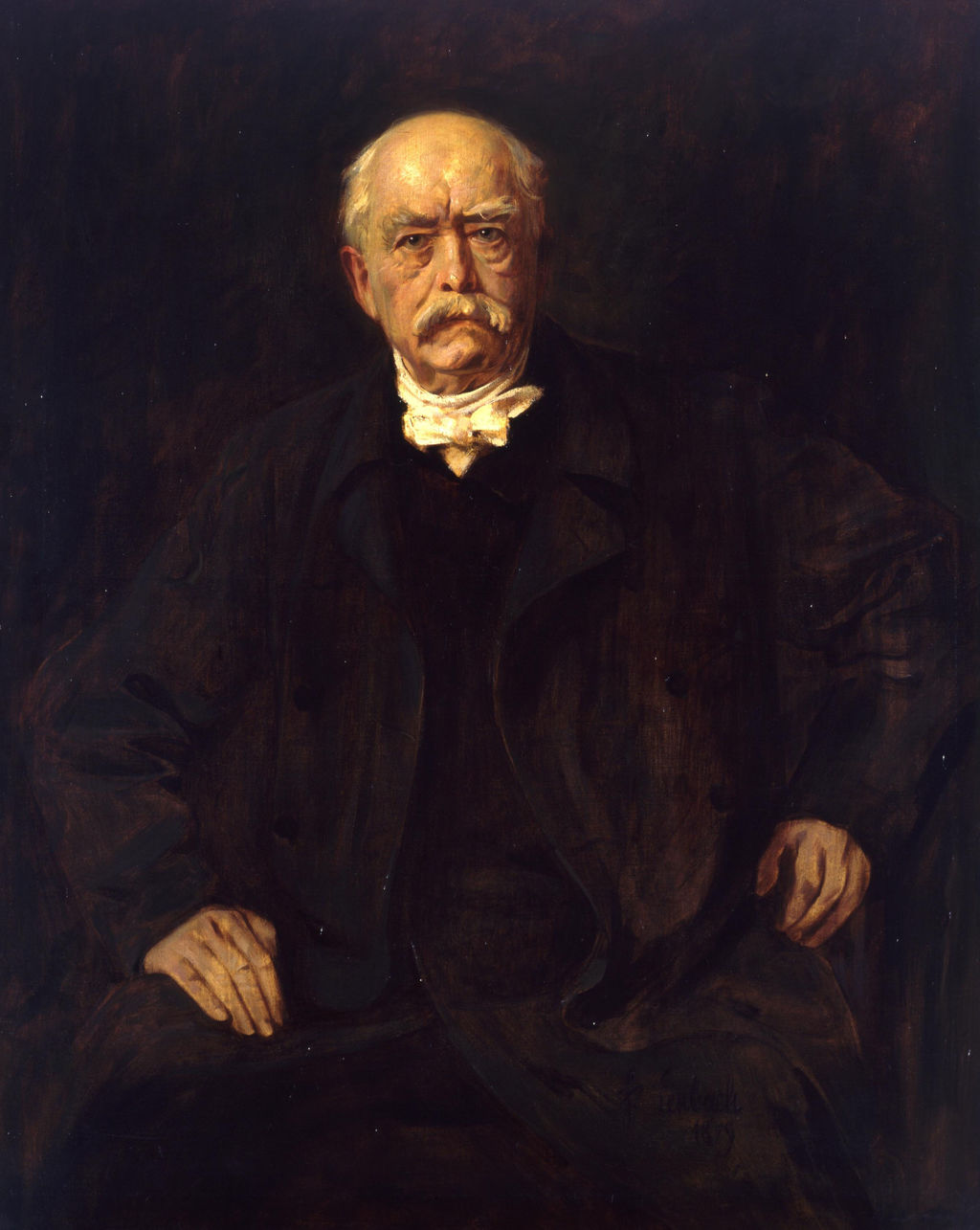
Otto von Bismarck. Porträtt från 1879.

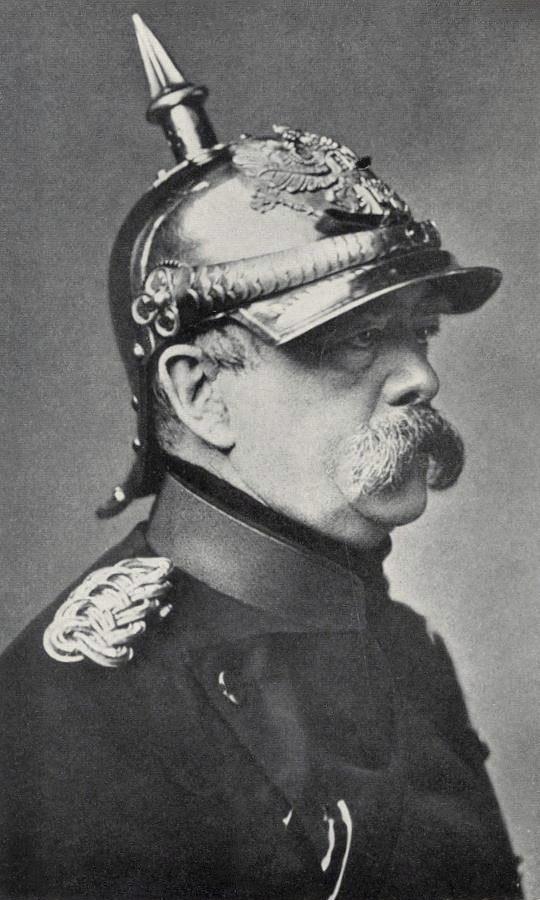
Otto von Bismarck i uniform med pickelhuva. Bismarck erhöll 1874 en hedersbefordran till general, och bar ofta generalsuniformen vid offentliga framträdanden.

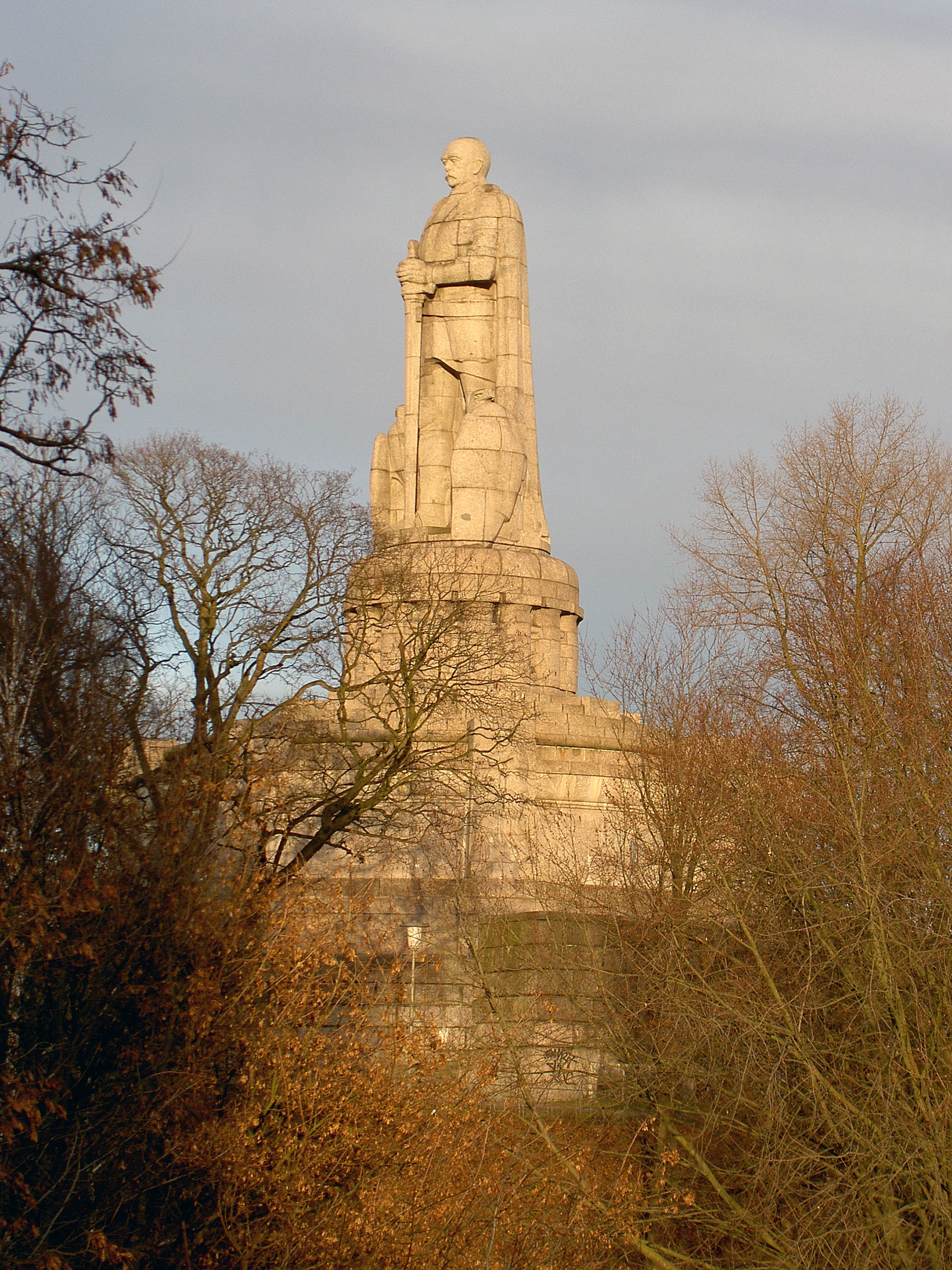
Bismarckmonumentet i Hamburg.

Otto Eduard Leopold von Bismarck-Schönhausen, eller bara Otto von Bismarck (tyska: [ˈɔto fɔn ˈbɪsmaʁk]
 ( lyssna)), född 1 april 1815 i Schönhausen, död 30 juli 1898 i Friedrichsruh, ofta kallad "järnkanslern", var en preussisk och tysk statsman; greve 1865, furste 1871, hertig av Lauenburg 1890.
Han var Preussens ministerpresident 1862–1890, Nordtyska förbundets förbundskansler 1867–1871 och Tysklands rikskansler 1871–1890. Han förde Preussen och Tyskland till en ledande ställning i Europa, hade den ledande rollen i Tysklands enande 1871 och var sannolikt Europas mest inflytelserike politiker under den senare delen av 1800-talet.

## Ungdomsåren och inträdet i politiken
Otto von Bismarck var tredje son till godsägaren och tidigare officeren, ryttmästaren Karl Wilhelm Ferdinand von Bismarck-Schönhausen (1771–1845) och hans hustru Luise Wilhelmine Mencken (1790–1839). Efter uppväxt i Kniephof i Pommern och i Berlin, påbörjade Bismarck 1832 universitetsstudier vid universitetet i Göttingen, vilka sedan fortsatte vid universitetet i Berlin, där han 1835 tog en juridikexamen. Under sin studenttid stiftade han bekantskap med ett antal amerikanska studenter som studerade i Göttingen. Efter sin examen blev han preussisk statstjänsteman och hade för avsikt att bli diplomat. Han fann sig dock inte till rätta i den preussiska förvaltningen och lämnade sin tjänst 1839 för att i stället förvalta familjegodset Kniephof i Pommern. Efter sin faders död övertog han Schönhausen år 1845. I juli 1847 gifte han sig med Johanna von Puttkamer.
Efter att i sin ungdom ha betraktats som liberalt sinnad, antikonformistisk och benägen till studentikosa upptåg, kom Otto von Bismarck, när han i dryga 30-årsåldern var en gift, adlig godsägare, att uppfattas som alltmer konservativ. Det var under dessa förtecken, som han 1847 gjorde sitt intåg i politiken som ombud på Preussens förenade lantdag, där han var emot liberalernas krav på ett konstitutionellt styre i monarkin Preussen.
Hans konservativa åsikter framträdde ännu tydligare under revolutionsåret 1848. Nyheterna om februarirevolutionen i Paris ledde i mars månad även till oroligheter i Berlin, vilket fick kung Fredrik Vilhelm att utlova eftergifter. Bismarck ville å sin sida organisera en kontrarevolution bland landsbygdsbefolkningen i Altmark och på lantdagen i april 1848 kritiserade han kungens eftergifter för de liberala krafterna. Även om Bismarck blev utan plats i den konstituerande nationalförsamling som sammanträdde från maj till december, deltog han aktivt i 1848 års fortsatta politiska intriger via sin gode vän, general Ludwig Friedrich Leopold von Gerlach.
I februari 1849 deltog Bismarck i den nya nationalförsamling som skulle finslipa den konstitution som Fredrik Vilhelm hade fört fram efter den tidigare nationalförsamlingens misslyckande.
Åren 1859–1862 var Bismarck ambassadör i Sankt Petersburg i Ryssland och år 1862 flyttade han till Frankrike för att under en kort period verka som ambassadör där, innan han återkallades till Preussen för att bli ministerpresident, vilket han blev den 23 september.

## Ministerpresident och krigsarkitekt
Bismarcks första uppdrag som ministerpresident var att lösa konfliken mellan kung Vilhelm I och lantdagen om en härreform som skulle innebära ökade utgifter. Den liberala majoriteten i lantdagen motsatte sig ökade militärutgifter. Bismarck "löste" frågan genom att strunta i lantdagen. Upprustningen genomfördes och militärbudgeten togs utan parlamentariskt stöd de följande åren. Det var i samband med denna politiska strid som Bismarck yttrade det berömda citatet:
| ” | Tidens stora frågor löses ej med tal och majoritetsbeslut, utan med blod och järn. | „ |

Under de efterföljande åren organiserade Bismarck Tyskland under preussiskt styre. Under åren 1864–1871 deltog Preussen i tre krig, som Bismarck hade en hand med i och som sammantaget ledde till att Preussen stärktes och Tyskland enades under preussisk ledning. År 1864 utspelades dansk-tyska kriget, 1866 det tyska enhetskriget, i vilket Preussen gjorde stora erövringar på Österrikes bekostnad. År 1870 provocerade Bismarck fram det fransk-tyska kriget, vilket ledde till att man erövrade Elsass och Lothringen från Frankrike. Den 18 januari 1871 var Bismarck med vid utropandet av det Tyska riket, vilket skedde på slottet i Versailles.
Centralt i förståelsen av Bismarcks politiska gärning är hur han utnyttjade krigen för att uppnå politiska syften. Preussen under Bismarck tvingades aldrig in i något krig mot sin vilja utan lyckades själv alltid välja vilket krig de deltog i. När man gick i krig fanns det tydliga och begränsade mål som skulle uppnås, och som man även höll sig till, eftersom Bismarck alltid lyckades få armén att hålla sig till den av honom utstakade politiska planen. Det är värt att notera att sedan tre krig igångsatts under Bismarcks första nio år som Preussens "starke man", präglades de följande 19 åren av fred, tack vare diplomati och ett skickligt genomfört system av allianser.

## Tysk rikskansler
Bismarck skapade 1879 dubbelalliansen med Österrike-Ungern för att möta hotet från Frankrike. Denna blev senare trippelalliansen, 1882, då Italien även blev en av parterna. Bismarck slöt 1887 ett hemligt avtal med Ryssland, som skulle förhindra anfall mellan länderna.
I mars år 1890 tvingade kejsar Vilhelm II Bismarck att avgå, eftersom kejsaren ogillade Bismarcks försiktiga utrikespolitik och istället förespråkade en snabb och kraftfull expansion. Bismarcks avtal med Ryssland förnyades inte, vilket istället fick Frankrike och Ryssland att närma sig varandra år 1894.

## Tysklands enande

### Blod- och järntalet
Tysklands enande hade varit ett av de huvudsakliga målen under de vidsträckta revolutionerna 1848–1849, då representanter för de tyska staterna möttes i Frankfurt och skrev ett utkast till en konstitution för en federal union med ett nationellt parlament valt genom allmän manlig rösträtt. I april 1849 erbjöd Frankfurtparlamentet den preussiske kungen Fredrik Vilhelm IV titeln kejsare. Den preussiske kungen, som fruktade motstånd från övriga tyska prinsar och militär intervention av Österrike och Ryssland, vägrade att acceptera mandatet. Därigenom slutade Frankfurtparlamentet i ett misslyckande för liberalerna. Den 30 september 1862 höll Bismarck ett tal till budgetkommittén i den preussiska deputeradekammaren, i vilket slutet innehöll "ett av Bismarcks mest berömda yttranden […] också ett av de mest ofullständigt dokumenterade".
| ” | Preussen måste koncentrera och vidmakthålla sin makt för det gynnsamma tillfälle som redan har glidit förbi flera gånger. Preussens gränser i enlighet med Wienkongressens avtal är inte till fördel för ett hälsosamt statsliv. Tidens stora frågor kommer inte att lösas genom tal och majoritetsbeslut – det var det stora misstaget 1848 och 1849 – utan genom järn och blod. | „ |

Efter detta fick han epitetet järnkanslern.

## Utrikespolitik

### Undvikande av krig
I februari 1888, under Bulgarienkrisen, höll Bismarck ett tal till Reichstag om faran för ett europeiskt krig.
Han varnade för den överhängande risken för att Tyskland skulle få strida på två fronter; han talade om önskan om fred; sedan fortsatte han med Balkansituationens krigsrisk och visade på dess meningslöshet:
"Bulgarien, det lilla landet mellan Donau och Balkan, är långt ifrån att vara föremål för verklig betydelse... för vilket Europa, från Moskva till Pyrenéerna och från Nordsjön till Palermo, störtar in i ett krig vars utgång ingen människa kan förutse. Vid slutet av konflikten kommer vi knappt att veta varför vi utkämpade striden."
Bismarck upprepade också sin kraftfulla varning för en tysk militär inblandning i balkankonflikter. Bismarck hade första gången fällt denna berömda kommentar i riksdagen i december 1876, när balkanrevolterna mot Osmanska riket hotade att utvidgas till ett krig mellan Österrike och Ryssland.
Endast ett år senare (1876) ställdes han inför alternativet att ansluta sig till Rysslands sida eller Österrikes sida. Omedelbart efter den senaste krisen, sommaren 1875, hade den ömsesidiga svartsjukan mellan Ryssland och Österrike blivit akut genom de nya upproren på Balkan mot turkarna. Nu hängde avgörandet på Bismarcks beslut. Omedelbart efter freden hade han försökt stoppa balkanrivalerna genom att bilda Trekejsarententen. "Jag har ingen tanke på att intervenera", sade han privat. "Det skulle kunna påskynda ett europeiskt krig. [...] Om jag skulle ansluta mig till en av parterna, skulle Frankrike snabbt slå till på den andra sidan. [...] Jag håller två kraftfulla heraldiska bestar i deras kragar, och jag fortsätter att hålla dem isär av två orsaker: först av allt, av fruktan för att de skulle slita varandra i stycken; för det andra, av fruktan att de skulle komma överens på vår bekostnad." I Reichstag populariserade han idén i orden: "Jag är emot alla sorters idéer om Tysklands aktiva deltagande i dessa frågor, så länge jag inte kan se någon anledning till att anta att Tysklands intressen är involverade, inga intressen på vars vägnar det är värt att riskera - ursäkta mitt rättframma tal - de friska benen hos en av våra pommerska musketerare.
Enligt A.J.P. Taylor: "Den mer bekanta grenadjären tog musketerarens plats i ett tal år 1888".

## Bismarcks sociallagstiftning
Bismarck, som arbetade intimt med textilindustrin och som hade som mål att motarbeta socialisterna, införde under 1880-talet världens första välfärdssamhälle. Bismarck lyssnade särskilt på Hermann Wagener och Theodor Lohmann, rådgivare vilka övertalade Bismarck att ge arbetarna en kollektiv status inom lagar och politik i den nya tyska staten.
Den 20 mars 1884 förklarade han:
Den verkliga anledningen till arbetarens missnöje är osäkerheten i hans existens; han är inte säker på att han alltid har arbete, han är inte säker på att han alltid kommer att vara frisk och han förutser att han en dag kommer att bli gammal och oförmögen att arbeta. Om han blir fattig, om så bara till följd av en längre sjukdom, är han totalt hjälplös, utlämnad åt sig själv, och samhället ser för närvarande inte någon riktig förpliktelse gentemot honom bortom den vanliga fattighjälpen, även i det fall han hela tiden arbetat troget och flitigt. Den vanliga hjälpen till de fattiga lämnar hur som helst mycket att önska, särskilt i storstäder, där det är mycket sämre än på landsbygden.
1880-talet var en period, under vilken Tyskland började sin långa väg mot den välfärdsstat det är i dag. Socialdemokraterna, Liberalerna och Centern var till en början alla inblandade i arbetet med sociallagstiftningen, men det var Bismarck som i praktiken etablerade programmet. Bismarcks idé var att införa välfärdsprogram, som kunde accepteras av de konservativa utan några av de uppenbara socialistiska aspekterna. Han var tveksam till arbetsskyddslagar så som arbetsskydd, begränsning av arbetstiden och reglering av kvinnors och barns arbete, eftersom han ansåg att sådana regleringar skulle tvinga arbetare och anställda att minska sitt arbete och produktionen och därigenom skada ekonomin.
Bismarck inledde debatten den 17 november 1881 i riksdagen med att använda termen praktisk kristendom för att beskriva sitt program. Den 4 maj 1881 hade han också refererat till detta program som statssocialism (ty: Staatssozialismus), när han gjorde följande riktiga förutsägelse till Moritz Busch:
Es ist möglich, daß unsere Politik einmal zugrunde geht, wenn ich tot bin. Aber der Staatssozialismus paukt sich durch.
Två översättningar till svenska är:
Det är möjligt att vår politik kommer att återställas någon gång i framtiden när jag är död, men statssocialismen kommer att nå framgång.
Det är möjligt att hela vår politik inte kommer att bli någonting när jag är död men statssocialismen kommer att driva igenom sig själv (Der Staatssozialismus paukt sich durch).
Bismarcks program centrerades på försäkringsprogram utformade för att öka produktiviteten och fokusera de tyska arbetarnas politiska uppmärksamhet på att stödja hans regering. Programmet omfattade sjukförsäkring, olycksfallsförsäkring, invaliditetsförsäkring och ålderspension, vilka vid den tiden inte existerade i någon större omfattning.
Baserat på Bismarcks budskap antog riksdagen tre lagförslag utformade för att genomföra olycksfallsförsäkringen och ett för sjukförsäkringen. Pensionsförslaget och invaliditetsförsäkringen bordlades tills vidare.
Sociallagstiftningen som infördes av Bismarck under 1880-talet spelade en nyckelroll i den snabba nedgången av den tyska emigrationen till USA. Unga män som övervägde att emigrera såg inte bara på skillnaden mellan direkta löner i USA och Tyskland utan också på skillnaden i indirekta löner, det vill säga välfärdsförmåner, som gjorde det förmånligare att stanna i Tyskland. De unga männen åkte till Tysklands industristäder, så att Bismarcks försäkringssystem delvis kompenserade de låga löneskatterna i Tyskland och medförde fortsatt nedgång i emigrationstalen.

## Efter politiken
Bismarck var mycket bitter över sin avgång och det sätt den skett på, och ville inte veta av den hertigtitel han hade fått i samband med sin avgång. Hans memoarer skrevs också i denna anda. Efter hans avgång uppstod en veritabel Bismarck-kult: nationalismen hade vid 1800-talets slut växt sig stark bland befolkningen i både Tyskland och andra länder och Bismarck sågs som den moderna tyska nationens skapare. Många monument restes därför till Bismarcks ära runt om i Tyskland. Långt efter hans död skulle slagskeppet Bismarck namnges efter honom.

## Utmärkelser
Bismarck erhöll en mängd utmärkelser, däribland Svarta örns orden, Pour le Mérite och Gyllene skinnets orden. Bland andra utmärkelser av rang kan nämnas att Bismarck var Serafimerriddare, utnämnd den 31 maj 1875.
Asteroiden 7586 Bismarck är uppkallad efter honom.
- Svarta örns orden,  21 november 1864[20]
- Storkorset av Nederländska Lejonorden,  16 april 1869[21]
- Hedersmedborgare i Coburg,  1895
- Hedersmedborgare,  27 februari 1895[22]
- Vilhelm I:s orden,  18 januari 1896[23]
- Hedersmedborgare i Bonn[24]
- Hedersdoktor vid Justus-Liebig-Universität Gießen
- Annunziataorden
- Storkors av Obefläckade avlelsens orden
- Sankt Stanislausorden, första klassen
- Kungliga Serafimerorden
- Sankt Alexander Nevskij-orden
- Vatikanens Kristusorden
- Württembergska kronorden
- Hessiska Ludvigsorden
- Pour le Mérite för vetenskap och konst
- Andreasorden
- Riddare av Gyllene skinnets orden
- Rettungsmedaille am Band[25]

[Redigera Wikidata]

## Kulinariska vanor
Bismarcks frukost under diplomatåren i Sankt Petersburg, 1859–1862, bestod av te, kaffe, sex ägg, tre sorters kött, bakverk och en flaska bordeaux. Tillsammans med kopiösa mängder mat och dryck konsumerade han även ett tjugotal stora cigarrer varje dag. Sill à la Bismarck — Bismarckshering, kom till under några veckor på hösten 1892, när han ordinerades diet. Middagen i det bismarckska hemmet kunde vara: soppa, ål, nordsjökrabbor, hummer, kallt kött, hamburgerskinka, spickeskinka, stek och en mjölrätt samt rysk kaviar, hemgjorda korvar från det egna godset Varzin. Bismarck drack gärna Nordhausen, ett rågbrännvin som var hans favoritsnaps, men främst öl i stora mängder. Champagne var annars hans "gudadryck".
När han i mars 1890 tvingades avgå – han kallade det för "en första klassens begravning" – skulle champagne bli hans "ålderdoms tröstarinna". Ett klassiskt svar till hans kejsare, som ville skåla patriotiskt med honom i Sekt i stället för champagne, blev: "Patriotism slutar vid magen." Han drack demonstrativt i ett svep upp den vinflaska som kejsar Vilhelm sänt honom som försoningsgest. Det var dessutom den kejserliga vinkällarens absolut mest prestigefyllda vin – en Steinberger Kabinett, årgång 1868.